# Pio Laghi
Pio Laghi (Castiglione di Forlì, 21 maggio 1922 – Roma, 10 gennaio 2009) è stato un cardinale e arcivescovo cattolico italiano e diplomatico della Santa Sede.
Il suo operato in quanto nunzio apostolico in Argentina (1974-1980), durante gli anni della dittatura, è stato ed è tuttora oggetto di controversie.

## Biografia
Ultimo di cinque fratelli, Pio Laghi nacque in una famiglia povera della campagna forlivese.
All'età di sei anni si trasferì con la famiglia a Faenza, dove Pio ottenne un aiuto per seguire gli studi.
Oltre che allo studio, Pio lavorò come inserviente nella bottega di un barbiere.

### Formazione
Compì gli studi medi e superiori nel ginnasio dei salesiani di Faenza, entrando poi nel seminario diocesano della città, dove frequentò il liceo e iniziò gli studi teologici e filosofici.
Dal 1942 proseguì gli studi a Roma presso la Pontificia Università Lateranense, dove conseguì la licenza in teologia e il dottorato in diritto civile e diritto canonico; dal 1950 al 1952 si specializzò poi presso la Pontificia accademia ecclesiastica.

### Ministero sacerdotale
Fu ordinato sacerdote il 20 aprile 1946 da Giuseppe Battaglia, all'epoca vescovo di Faenza.
Studiò alla Pontificia Accademia Ecclesiastica, l'istituto che prepara i diplomatici del Vaticano.
Nel 1952 iniziò il suo servizio come diplomatico della Segreteria di Stato vaticana.
Pio Laghi prestò servizio presso le nunziature in Nicaragua (1952-1954), Stati Uniti d'America (1954-1961) e India (1961-1964).
Nel 1964 fu richiamato a Roma presso l'ufficio Affari pubblici della Segreteria di Stato.

### Ministero episcopale e cardinalato

#### Delegato apostolico a Gerusalemme, in Palestina e arcivescovo titolare di Mauriana
Il 24 maggio 1969 papa Paolo VI lo designò delegato apostolico per Gerusalemme e la Palestina e lo nominò arcivescovo titolare di Mauriana: fu consacrato il 22 giugno successivo dal cardinale Amleto Giovanni Cicognani nella cattedrale di Faenza.

#### Pro-nunzio apostolico a Cipro
Proseguì la sua carriera diplomatica come pro-nunzio a Cipro dal 1973.

#### Nunzio apostolico in Argentina
Fu nunzio in Argentina dal 27 aprile 1974 al 21 dicembre 1980, negli anni del cosiddetto Processo di Riorganizzazione Nazionale.
Numerose dichiarazioni di Pio Laghi, nei primissimi mesi della dittatura argentina, furono viste come un appoggio - più o meno esplicito - al nuovo regime militare che vi si era stabilito il 24 marzo 1976.
Già il 24 giugno successivo, in occasione di una visita in provincia di Tucumán, Laghi si rivolse ai militari dell'Operativo Independencia impegnati a contrastare la guerriglia trotzkista dell'ERP - Ejército Revolucionario del Pueblo, esortandoli a comportarsi con ubbidienza agli ordini dei superiori e a tenere sempre in conto i principi cristiani, elogiando inoltre il sacrificio a cui si votavano in quella «[...] zona così dura e pericolosa per compiere il dovere che è al di sopra degli altri doveri, ossia quello di difendere i principî di Dio, Patria e Famiglia».
Il giorno seguente, durante una conferenza stampa a Concepción, Laghi criticò «l'invasione di idee che mettono a repentaglio i valori fondamentali» e riportò il pensiero di San Tommaso d'Aquino, sostenendo che «in questi casi l'amore per la Patria è equivalente all'amore per Dio».
Il pensiero fu nuovamente espresso il 27 giugno 1976, a San Miguel de Tucumán, sulla via del ritorno a Buenos Aires, quando ebbe luogo un nuovo incontro con dei militari nella sala d'attesa dell'aeroporto. In quell'occasione, la stampa argentina riportò delle dichiarazioni di Laghi: «i valori cristiani sono minacciati da un'ideologia [leggasi: comunismo] che viene respinta dal popolo e la Nazione reagisce come un qualsiasi organismo vivo, che genera anticorpi verso i germi che tentano di distruggere la sua struttura e crea la sua difesa servendosi dei mezzi imposti dalla situazione»; «in questa lotta ognuno ha la sua parte di responsabilità, la Chiesa e le Forze Armate. La prima è inserita nel “Processo” e accompagna la seconda, non solo con le sue preghiere, ma con azioni in difesa e promozione dei diritti umani e della Patria»; «la Chiesa è come l'anima del popolo e lo accompagna nelle sue vicissitudini, senza appoggiare nessuna politica contingente. È un'esigenza pastorale che va compresa nella sua esatta dimensione, tenendo conto che non si possono ignorare i problemi esistenti»; «Quando c'è non solo un'invasione di stranieri ma anche di idee che mettono in pericolo valori essenziali, va applicato il pensiero di San Tommaso d'Aquino, secondo cui in tali casi l'amore per la Patria è equivalente all'amore per il Signore. Difendendo la Patria, gli uomini d'armi a tutti i livelli, compiono il dovere prioritario di amare Dio e la Patria in pericolo»; «come sostiene Monsignor Primatesta, la violenza non è mai giusta, ma la giustizia non deve essere violenta, sebbene ci siano situazioni in cui l'autodifesa esige che si prendano posizioni che implicano il rispetto della legge fino al limite del possibile».
Riguardo a tali affermazioni, Laghi in seguito negò con fermezza di essersi espresso in tali termini e accusò la stampa di aver fornito resoconti infedeli delle sue affermazioni, posizione sostenuta anche nel rapporto che egli stese per la Segreteria di Stato vaticana il 1º luglio 1976.
In un'intervista del 1995 Laghi dichiarò: «Naturalmente loro controllavano la stampa, la manipolavano a loro capriccio. Protestai, chiesi una rettifica, ma non mi prestarono ascolto. Iniziai allora a capire che avevo di fronte gente sleale, scaltra, in grado di alterare e distorcere perfino le parole di un sacerdote, purché quest'ultimo sostenesse ciò che loro desideravano».
Laghi si adoperò con successo nel 1978 nel raggiungimento di una soluzione diplomatica che permise di evitare l'escalation militare tra Argentina e Cile al culmine della crisi di confine nata per il possesso delle isole Picton, Lennox e Nueva.
La guerra fu evitata grazie alla mediazione di papa Giovanni Paolo II e il contenzioso si risolse con la firma di un trattato di pace e di amicizia in Vaticano nel 1984.
Laghi fu accusato di non avere fatto quanto era in suo potere per impedire le uccisioni da parte del regime.
L'Associazione Madri di Plaza de Mayo, il 4 maggio 1997, per mano della sua presidente Hebe de Bonafini e di un'altra rappresentante, Marta Badillo, e con il patrocinio legale dell'avvocato Sergio Schocklender, presentò la Procura della Repubblica presso il Tribunale di Roma una denuncia contro il cardinale.
Oggetto della denuncia contro Pio Laghi, l'essere stato la mente che ideò il piano di soppressione dei desaparecidos, autorizzando anche l'uccisione di sacerdoti e laici «impegnati nei settori più indigenti».
Sempre secondo la denuncia Laghi «visitava assiduamente i centri di detenzione clandestina e permetteva le torture e le esecuzioni che vi avevano luogo».
Tale denuncia, in quanto presentata presso un Tribunale italiano a carico di un cittadino del Vaticano, si risolse in un «non luogo a procedere». La notizia dell'accusa e le denunce furono ampiamente riprese dai media italiani. A contraddire tali accuse, un'inchiesta giornalistica, condotta sull'operato dell'allora nunzio apostolico e pubblicata nel 1999, raccoglie testimonianze orali e lettere con liste indirizzate ai dittatori argentini con richieste di chiarimenti circa la sorte dei desaparecidos (al 1979 avrebbe chiesto chiarimenti complessivamente su 2.388 cittadini). Queste ingerenze del cardinale nelle questioni di natura interna lo fecero dichiarare nel 1980 persona non grata da parte del governo argentino costringendolo a lasciare il Paese.

#### Delegato e pro-nunzio negli Stati Uniti d'America
Nel 1980 fu nominato delegato apostolico negli Stati Uniti d'America. Dal 26 marzo 1984 fu pro-nunzio dello stesso Paese.

#### Pro-prefetto e prefetto della Congregazione per l'Educazione Cattolica
Papa Giovanni Paolo II lo nominò pro-prefetto della Congregazione per l'Educazione Cattolica il 6 aprile 1990: assunse il titolo di prefetto l'anno successivo, quando venne creato cardinale diacono di Santa Maria Ausiliatrice in Via Tuscolana, nel concistoro del 28 giugno 1991.
Durante la seconda intifada, nel maggio del 2001, Pio Laghi fu inviato da Giovanni Paolo II presso lo Stato di Israele e presso l'Autorità Nazionale Palestinese per consegnare un messaggio pontificio al fine di incoraggiare le parti ad un pronto cessate il fuoco e alla ripresa del dialogo.
Due anni dopo, in occasione della Seconda guerra del Golfo, fu nuovamente incaricato di rappresentare la posizione della Santa Sede al governo statunitense e, il 5 marzo 2003, incontrò il presidente George W. Bush.

#### Cardinale patrono del Sovrano Ordine di Malta
È stato cardinale patrono del Sovrano Militare Ordine di Malta dall'8 maggio 1993 alla morte.

#### Cardinale presbitero di San Pietro in Vincoli
Il 15 novembre 1999 ha lasciato la congregazione per sopraggiunti limiti di età e nel 2002 è stato promosso cardinale dell'ordine dei presbiteri del titolo di San Pietro in Vincoli.
Muore a Roma, all'Ospedale San Carlo di Nancy, per una malattia ematologica, il 10 gennaio 2009.
Le esequie si sono tenute il 13 gennaio alle ore 11 all'Altare della Cattedra della Basilica di San Pietro. La santa messa è stata celebrata dal cardinale Angelo Sodano, decano del Collegio Cardinalizio. Al termine della celebrazione eucaristica, il Santo Padre Benedetto XVI ha rivolto la sua parola ai presenti e ha presieduto il rito dell'ultima commendatio e della valedictio. La salma è stata poi sepolta all'interno della cattedrale di Faenza.

## Genealogia episcopale e successione apostolica
La genealogia episcopale è:
- Cardinale Scipione Rebiba
- Cardinale Giulio Antonio Santori
- Cardinale Girolamo Bernerio, O.P.
- Arcivescovo Galeazzo Sanvitale
- Cardinale Ludovico Ludovisi
- Cardinale Luigi Caetani
- Cardinale Ulderico Carpegna
- Cardinale Paluzzo Paluzzi Altieri degli Albertoni
- Papa Benedetto XIII
- Papa Benedetto XIV
- Papa Clemente XIII
- Cardinale Marcantonio Colonna
- Cardinale Giacinto Sigismondo Gerdil, B.
- Cardinale Giulio Maria della Somaglia
- Cardinale Carlo Odescalchi, S.I.
- Cardinale Costantino Patrizi Naro
- Cardinale Lucido Maria Parocchi
- Papa Pio X
- Cardinale Gaetano De Lai
- Cardinale Raffaele Carlo Rossi, O.C.D.
- Cardinale Amleto Giovanni Cicognani
- Cardinale Pio Laghi

La successione apostolica è:
- Arcivescovo Raúl Arsenio Casado (1975)
- Vescovo Alfredo Mario Espósito Castro, C.M.F. (1976)
- Vescovo Jorge Novak, S.V.D. (1976)
- Vescovo Laszlo Anthony Iranyi, Sch. P. (1983)
- Vescovo John Richard Keating (1983)
- Cardinale Adam Joseph Maida (1984)
- Vescovo Paulius Antanas Baltakis, O.F.M. (1984)
- Arcivescovo John Clement Favalora (1986)
- Arcivescovo Charles Joseph Chaput, O.F.M.Cap. (1988)
- Vescovo Anthony Joseph O'Connell (1988)
- Vescovo David Bernard Thompson (1989)